# Zinken (Geheimzeichen)

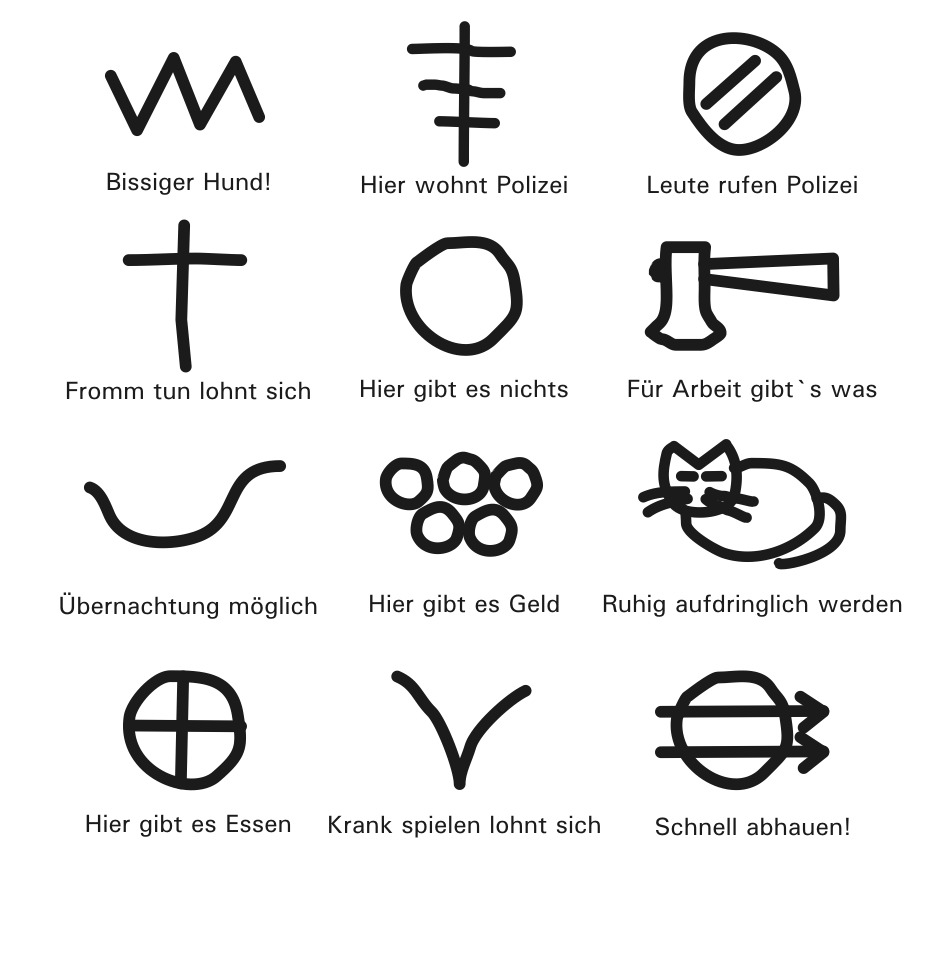
Traditionelle Zinken

Heutige Zinken, schematisiert

Das Wort Zinken oder Zink bezeichnet die geheime Verständigung durch Laute, Gestik oder Mimik, vor allem aber durch grafische Zeichen, die von Angehörigen des „fahrenden Volks“ benutzt und meist nur von ihnen verstanden werden.

## Der Ausdruck „Zinken“
Seit dem 12.–13. Jahrhundert ist das Rotwelsch in Deutschland feststellbar, eine Sprache der Fahrenden. Zeichen verschiedener Art ergänzten sie im Lauf der Zeit. Sie dienten ebenso wie die Sprache dazu, die Absichten ihrer Benutzer vor Außenstehenden zu verbergen, erfüllten aber auch den Zweck, sich von den Sesshaften abzugrenzen und die Identität der eigenen Gruppe zu stabilisieren.
Der Ausdruck Zinken selbst erschien erst im 18. Jahrhundert, und zwar in Zusammensetzungen wie Zinkenplatz (wo sich Diebe treffen), Zinken stechen (Zeichen geben) und davon abgeleitet Gezinkte Karten mit geheimen Erkennungsmerkmalen auf der Rückseite, abzinken (kennzeichnen), Zinkfleppe (Steckbrief) oder abgezinkt sein (erwischt, erkannt worden sein). Das Wort wird vom lateinischen signum (das Zeichen) abgeleitet, aber auch vom althochdeutschen zinko (die Zacke, die Spitze).

## Entwicklung und Funktion der Zinken
Im 16. Jahrhundert, also noch bevor das Wort Zinken Verwendung fand, waren in Europa erstmals grafische Hinweise dieser Art zu beobachten, die sogenannten Mordbrennerzeichen. Eine historische Zusammenstellung umfasst 19 Zeichen, die in der Regel differenzierter ausgestaltet waren als die späteren Zinken. Mit ihrer Hilfe informierten sich Bandenmitglieder darüber, wo und wann ein bestimmtes Haus überfallen, ausgeraubt und eventuell in Brand gesteckt werden sollte.
Rotwelsch und Zinken waren Ausdrucksmittel einer Bevölkerungsgruppe, die ständig mit Repressionen rechnen musste. Dazu rechnete man Verbrecher und kleine Gauner, aber auch Bettler, Hausierer, Fahrende, Hobos, Landstreicher, Kesselflicker und andere Vaganten. In der bürgerlichen Gesellschaft, die sich seit dem späten 18. Jahrhundert entwickelte, bildeten sie den „standlosen Stand“, der von Seiten der sesshaften Bevölkerung stets misstrauisch beobachtet wurde. Man musste daher geheime Kommunikationsformen entwickeln und benutzen, um die eigenen Ziele zu erreichen. Die Zeichen mussten dabei so gewählt werden, dass sie von Außenstehenden nicht gedeutet werden konnten und möglichst unauffällig waren, damit sie nicht (auch unverstanden) Verdacht erregten. 
Grafische Zinken wurden mit Kreide, Kohle oder Rötel gezeichnet oder direkt in den jeweiligen Untergrund eingeritzt. Sie waren vornehmlich an Orten zu finden, die von vielen möglichen Adressaten aufgesucht wurden: auf Toiletten in Wirtshäusern oder Bahnhöfen, an Ortseingängen und -ausgängen, an Kirchen- und Klostermauern. Inhalte der grafischen Zinken waren meist Informationen für Nachreisende. Mitteilungszinken informierten zum Beispiel über kriminelle Aktivitäten, günstige Gelegenheiten zum Betteln, kostenlose Mahlzeiten oder Schlafplätze. Erkennungszinken ermöglichten es, bestimmte fahrende Leute zu identifizieren. Richtungs- oder Wegweiserzinken teilten mit, in welche Richtung einzelne Personen oder Gruppen weitergezogen waren.
- Eine spezielle Gruppe der Mitteilungszinken waren die Bettlerzinken. Sie verwiesen auf den Ursprung der Zinken – mehrfach hatten sich marodierende Banden aus Bettelorden entwickelt – und gaben u. a. Auskunft darüber, ob man fromm oder zudringlich auftreten sollte, ob nur Frauen oder womöglich ein Polizeibeamter das Haus bewohnten, ob eine Mahlzeit nur gegen Arbeit zu bekommen war.
- Gaunerzinken bildeten die größte Gruppe der Mitteilungszinken. Komplizen konnten damit angeworben werden, Nachrichten über Verhaftungen, Flucht, Geständnisse oder Verrat wurden verbreitet, ebenso Informationen über geplante Straftaten und mehr oder weniger geeignete lokale Verhältnisse.
- Erkennungszinken bezeichneten Familien und Einzelpersonen und hatten für ihre Träger einen hohen Stellenwert. Bewusste Nachahmungen galten als schwere Kränkung und wurden entsprechend geahndet. Solche Zinken hatten häufig Ähnlichkeit mit Wappen und waren wie diese aus bestimmten Grundformen zusammengesetzt, etwa aus Tierdarstellungen und geometrischen Figuren, angereichert mit Schmuckelementen wie Schlangenlinien und dergleichen. Mitunter wurden auch Siegelringe mit diesen Motiven angefertigt.
- Richtungs- oder Wegweiserzinken wurden vornehmlich an Weggabelungen angebracht, auf Steinen, an Bäumen oder auf dem Boden. Ihr Aufbau war weitgehend gleichartig: ein Pfeil gab die Richtung an, ein Datum den Tag der Abreise, lange oder kurze Striche bezeichneten Männer und Frauen, kleine Kreise oder andere Symbole stellten Kinder und Tiere dar. Durch Kombination mit einem Erkennungszinken ergaben sich für nachfolgende Reisende sehr präzise Informationen.

## Nicht-grafische Zinken
Diese Formen spielen insgesamt eine geringere Rolle, haben aber auch eine lange Tradition und wurden in speziellen Situationen angewendet. Anders als die graphischen Zinken wurden sie meist in direktem Kontakt zum Adressaten benutzt.
- Jadzinken leiten ihren Namen vom hebräischen jad (Hand) ab, was von der deutschen Entsprechung „Grifflingszinken“ zusätzlich untermauert wird. Eine weitere synonyme Bezeichnung ist „Femzinken“. Wie sich aus den ersten beiden Bezeichnungen erschließt, wurden diese gestischen Zinken mit den Fingern bzw. der ganzen Hand gebildet. Grundlage war das einhändige Fingeralphabet, das eine genaue, aber relativ langsame Verständigung erlaubte. Dieser Gruppe von Zinken sind auch Techniken zuzuordnen, bei denen man Wörter in die Luft schrieb oder, bei Dunkelheit, in die Handfläche des „Gesprächspartners“.
- Kenzinken dienten als Erkennungszeichen. Hierzu gehört der sogenannte Scheinlingszwack (oder das Scheinlingszwicken): eine besondere Grimasse mit einem geschlossenen und einem leicht schielenden Auge, an der sich Gleichgesinnte erkennen konnten. Bestimmte verabredete Lautbildungen dienten ebenfalls dem gegenseitigen Erkennen, vor allem bei Nacht und über einige Entfernung hinweg. In den meisten Fällen wurden die Stimmen von Tieren nachgeahmt, häufig von Eulen, aber auch von Wachteln, Hähnen oder Hunden.
- Schlichnerzinken sind ein Sonderfall. Während als Schlichner bezeichnete Verräter noch zu Beginn des 19. Jahrhunderts nicht selten getötet wurden, begnügte man sich wenig später damit, sie durch einen Schnitt in die Wange zu bestrafen, der eine bleibende für alle erkennbare Narbe zur Folge hatte. Gegen Ende des 19. Jahrhunderts blieb es dann meist bei schwerer Prügelstrafe.

## Heutige Anwendungen
Kennzeichnungen in der Tradition der historischen Zinken werden auch in der Gegenwart benutzt, zum Teil in Zusammenhang mit Bettelei und Wohnungseinbrüchen. In den 1990er Jahren und erneut seit 2009 sollen in Österreich Einbrüche in Verbindung mit Zinken aufgetreten sein. Die Presse zitiert jedoch auch einen Experten, der erklärt, dass kein Fall bekannt sei, „in dem ein Einbruch aufgrund eines ‚Gaunerzinkens‘ begangen wurde“. Anfang 2014 wurden in Norddeutschland, u. a. in Flensburg, vermehrt Gaunerzinken gefunden, und auch im Münsterland traten sie bis Mitte der 2010er Jahre vereinzelt auf.
In einigen Gebieten werden Gaunerzinken „von Hilfsausträgern von Zeitschriften verwendet, die sich so die Bestückung der einzelnen Häuser oder Wohnungen markieren.“
Eine sehr moderne Variante mit alten Mitteln ist das sogenannte WarChalking (englisch chalk ‚Kreide‘), bei dem offene oder öffentlich zugängliche WLANs kenntlich gemacht werden.